# Modena Football Club 1977-1978
Questa voce raccoglie le informazioni riguardanti il Modena Football Club nelle competizioni ufficiali della stagione 1977-1978.

## Rosa

Roberto Bellinazzi, per la quarta volta consecutiva migliore marcatore stagionale dei gialloblù, lascia Modena dopo 133 gare e 44 reti.

| N. |                   | Ruolo | Calciatore          |
| -- | ----------------- | ----- | ------------------- |
|    | Italia (bandiera) | D     | Angelo Adani        |
|    | Italia (bandiera) | C     | Giovanni Aimola     |
|    | Italia (bandiera) | A     | Gesualdo Albanese   |
|    | Italia (bandiera) | C     | Luca Baraldi        |
|    | Italia (bandiera) | A     | Roberto Bellinazzi  |
|    | Italia (bandiera) | C     | Patrizio Bonafè     |
|    | Italia (bandiera) | C     | Giovanni Botteghi   |
|    | Italia (bandiera) | D     | Roberto Canestrari  |
|    | Italia (bandiera) | C     | Eros Colombini      |
|    | Italia (bandiera) | A     | Mauro Colombini     |
|    | Italia (bandiera) | A     | Giuseppe Comberiati |
|    | Italia (bandiera) | C     | Stefano Cuoghi      |
|    | Italia (bandiera) | P     | Bruno Fantini       |
|    | Italia (bandiera) | C     | Domenico Ferrante   |
|    | Italia (bandiera) | D     | Emilio Franchini    |
|    | Italia (bandiera) | C     | Alessandro Graziano |
|    | Italia (bandiera) | P     | Leonardo Grosso     |

| N. |                   | Ruolo | Calciatore         |
| -- | ----------------- | ----- | ------------------ |
|    | Italia (bandiera) | D     | Stefano Lazzeri    |
|    | Italia (bandiera) | C     | Cesare Maestroni   |
|    | Italia (bandiera) | A     | Paolo Mariani      |
|    | Italia (bandiera) | C     | Riccardo Martelli  |
|    | Italia (bandiera) | A     | Roberto Notari     |
|    | Italia (bandiera) | D     | Roberto Parlanti   |
|    | Italia (bandiera) | D     | Bruno Piaser       |
|    | Italia (bandiera) | D     | Luigi Polentes     |
|    | Italia (bandiera) | C     | Lorenzo Righi      |
|    | Italia (bandiera) | D     | Angelo Rimbano     |
|    | Italia (bandiera) | C     | Luigi Sanzone      |
|    | Italia (bandiera) | P     | Ugo Tani           |
|    | Italia (bandiera) | A     | Marcello Teggi     |
|    | Italia (bandiera) | D     | Gianbattista Tondi |
|    | Italia (bandiera) | D     | Mario Vivani       |
|    | Italia (bandiera) | C     | Silvio Zanon       |

## Risultati

### Serie B

#### Girone di andata
| 11 settembre 1977 1ª giornata | Modena | 1 – 0 | Monza |  |

| 18 settembre 1977 2ª giornata | Brescia | 1 – 1 | Modena |  |

| 25 settembre 1977 3ª giornata | Modena | 2 – 2 | Catanzaro |  |

| 2 ottobre 1977 4ª giornata | Modena | 1 – 1 | Sambenedettese |  |

| 9 ottobre 1977 5ª giornata | Taranto | 1 – 0 | Modena |  |

| 16 ottobre 1977 6ª giornata | Modena | 1 – 2 | Ternana |  |

| 23 ottobre 1977 7ª giornata | Avellino | 1 – 0 | Modena |  |

| 30 ottobre 1977 8ª giornata | Modena | 0 – 0 | Cagliari |  |

| 6 novembre 1977 9ª giornata | Rimini | 1 – 0 | Modena |  |

| 13 novembre 1977 10ª giornata | Modena | 0 – 1 | Cesena |  |

| 20 novembre 1977 11ª giornata | Modena | 2 – 0 | Cremonese |  |

| 27 novembre 1977 12ª giornata | Sampdoria | 2 – 1 | Modena |  |

| 4 dicembre 1977 13ª giornata | Modena | 0 – 1 | Palermo |  |

| 11 dicembre 1977 14ª giornata | Pistoiese | 1 – 0 | Modena |  |

| 18 dicembre 1977 15ª giornata | Modena | 1 – 0 | Lecce |  |

| 31 dicembre 1977 16ª giornata | Varese | 0 – 0 | Modena |  |

| 8 gennaio 1978 17ª giornata | Como | 1 – 1 | Modena |  |

| 15 gennaio 1978 18ª giornata | Modena | 2 – 1 | Bari |  |

| 22 gennaio 1978 19ª giornata | Ascoli | 3 – 0 | Modena |  |

#### Girone di ritorno
| 29 gennaio 1978 20ª giornata | Monza | 1 – 0 | Modena |  |

| 5 febbraio 1978 21ª giornata | Modena | 1 – 2 | Brescia |  |

| 12 febbraio 1978 22ª giornata | Catanzaro | 1 – 0 | Modena |  |

| 19 febbraio 1978 23ª giornata | Sambenedettese | 5 – 0 | Modena |  |

| 26 febbraio 1978 24ª giornata | Modena | 2 – 0 | Taranto |  |

| 5 marzo 1978 25ª giornata | Ternana | 2 – 0 | Modena |  |

| 12 marzo 1978 26ª giornata | Modena | 0 – 1 | Avellino |  |

| 26 marzo 1978 27ª giornata | Cagliari | 0 – 0 | Modena |  |

| 2 aprile 1978 28ª giornata | Modena | 2 – 1 | Rimini |  |

| 9 aprile 1978 29ª giornata | Cesena | 0 – 0 | Modena |  |

| 16 aprile 1978 30ª giornata | Cremonese | 3 – 0 | Modena |  |

| 23 aprile 1978 31ª giornata | Modena | 1 – 3 | Sampdoria |  |

| 30 aprile 1978 32ª giornata | Palermo | 3 – 1 | Modena |  |

| 7 maggio 1978 33ª giornata | Modena | 0 – 4 | Pistoiese |  |

| 14 maggio 1978 34ª giornata | Lecce | 2 – 0 | Modena |  |

| 21 maggio 1978 35ª giornata | Modena | 1 – 4 | Varese |  |

| 28 maggio 1978 36ª giornata | Modena | 0 – 3 | Como |  |

| 4 giugno 1978 37ª giornata | Bari | 2 – 1 | Modena |  |

| 11 giugno 1978 38ª giornata | Modena | 2 – 3 | Ascoli |  |

### Coppa Italia

#### Fase a gironi
| Arbitro: | Materassi |

|                   |           |                              |
| Bonafè 70’ (rig.) | Marcatori | 12’ Tuttino 80’ (rig.) Bedin |

| Arbitro: | Ballerini |

|  |           |                     |
|  | Marcatori | 25’, 85’ Bellinazzi |

| Arbitro: | D'Elia |

|                     |           |  |
| Caso 6’ Casarsa 27’ | Marcatori |  |

| Arbitro: | Casarin |

|               |           |                        |
| P.Mariani 51’ | Marcatori | 13’ Prati 74’ Musiello |

## Statistiche

### Statistiche di squadra
| Competizione | Punti | In casa | In casa | In casa | In casa | In casa | In casa | In trasferta | In trasferta | In trasferta | In trasferta | In trasferta | In trasferta | Totale | Totale | Totale | Totale | Totale | Totale | DR  |
| Competizione | Punti | G       | V       | N       | P       | Gf      | Gs      | G            | V            | N            | P            | Gf           | Gs           | G      | V      | N      | P      | Gf     | Gs     | DR  |
| ------------ | ----- | ------- | ------- | ------- | ------- | ------- | ------- | ------------ | ------------ | ------------ | ------------ | ------------ | ------------ | ------ | ------ | ------ | ------ | ------ | ------ | --- |
| Serie B      | 20    | 19      | 6       | 3       | 10      | 19      | 29      | 19           | 0            | 5            | 14           | 5            | 30           | 38     | 6      | 8      | 24     | 24     | 59     | -35 |
| Coppa Italia | 2     | 2       | 0       | 0       | 2       | 2       | 4       | 2            | 1            | 0            | 1            | 2            | 2            | 4      | 1      | 0      | 3      | 4      | 6      | -2  |
| Totale       |       | 21      | 6       | 3       | 12      | 21      | 33      | 21           | 1            | 5            | 15           | 7            | 32           | 42     | 7      | 8      | 27     | 28     | 65     | -37 |

### Statistiche dei giocatori
| Giocatore     | Serie B  | Serie B | Serie B     | Serie B    | Coppa Italia | Coppa Italia | Coppa Italia | Coppa Italia | Totale   | Totale | Totale      | Totale     |
| Giocatore     | Presenze | Reti    | Ammonizioni | Espulsioni | Presenze     | Reti         | Ammonizioni  | Espulsioni   | Presenze | Reti   | Ammonizioni | Espulsioni |
| ------------- | -------- | ------- | ----------- | ---------- | ------------ | ------------ | ------------ | ------------ | -------- | ------ | ----------- | ---------- |
| A. Adani      | 4        | 0       | ?           | ?          | ?            | ?            | ?            | ?            | 4+       | 0+     | ?           | ?          |
| G. Aimola     | 2        | 0       | ?           | ?          | ?            | ?            | ?            | ?            | 2+       | 0+     | ?           | ?          |
| G. Albanese   | 18       | 1       | ?           | ?          | ?            | ?            | ?            | ?            | 18+      | 1+     | ?           | ?          |
| L. Baraldi    | 5        | 0       | ?           | ?          | ?            | ?            | ?            | ?            | 5+       | 0+     | ?           | ?          |
| R. Bellinazzi | 33       | 10      | ?           | ?          | ?            | ?            | ?            | ?            | 33+      | 10+    | ?           | ?          |
| P. Bonafè     | 23       | 1       | ?           | ?          | ?            | ?            | ?            | ?            | 23+      | 1+     | ?           | ?          |
| G. Botteghi   | 16       | 2       | ?           | ?          | ?            | ?            | ?            | ?            | 16+      | 2+     | ?           | ?          |
| R. Canestrari | 17       | 0       | ?           | ?          | ?            | ?            | ?            | ?            | 17+      | 0+     | ?           | ?          |
| E. Colombini  | 2        | 0       | ?           | ?          | ?            | ?            | ?            | ?            | 2+       | 0+     | ?           | ?          |
| G. Comberiati | 1        | 0       | ?           | ?          | ?            | ?            | ?            | ?            | 1+       | 0+     | ?           | ?          |
| S. Cuoghi     | 7        | 0       | ?           | ?          | ?            | ?            | ?            | ?            | 7+       | 0+     | ?           | ?          |
| B. Fantini    | 13       | -24     | ?           | ?          | ?            | ?            | ?            | ?            | 13+      | -24+   | ?           | ?          |
| D. Ferrante   | 2        | 0       | ?           | ?          | ?            | ?            | ?            | ?            | 2+       | 0+     | ?           | ?          |
| E. Franchini  | 1        | 0       | ?           | ?          | ?            | ?            | ?            | ?            | 1+       | 0+     | ?           | ?          |
| A. Graziano   | 18       | 0       | ?           | ?          | ?            | ?            | ?            | ?            | 18+      | 0+     | ?           | ?          |
| L. Grosso     | 23       | -27     | ?           | ?          | ?            | ?            | ?            | ?            | 23+      | -27+   | ?           | ?          |
| S. Lazzeri    | 15       | 0       | ?           | ?          | ?            | ?            | ?            | ?            | 15+      | 0+     | ?           | ?          |
| C. Maestroni  | 2        | 1       | ?           | ?          | ?            | ?            | ?            | ?            | 2+       | 1+     | ?           | ?          |
| P. Mariani    | 30       | 5       | ?           | ?          | ?            | ?            | ?            | ?            | 30+      | 5+     | ?           | ?          |
| R. Martelli   | 4        | 0       | ?           | ?          | ?            | ?            | ?            | ?            | 4+       | 0+     | ?           | ?          |
| R. Notari     | 8        | 1       | ?           | ?          | ?            | ?            | ?            | ?            | 8+       | 1+     | ?           | ?          |
| R. Parlanti   | 14       | 0       | ?           | ?          | ?            | ?            | ?            | ?            | 14+      | 0+     | ?           | ?          |
| B. Piaser     | 21       | 0       | ?           | ?          | ?            | ?            | ?            | ?            | 21+      | 0+     | ?           | ?          |
| L. Polentes   | 28       | 0       | ?           | ?          | ?            | ?            | ?            | ?            | 28+      | 0+     | ?           | ?          |
| L. Righi      | 32       | 0       | ?           | ?          | ?            | ?            | ?            | ?            | 32+      | 0+     | ?           | ?          |
| A. Rimbano    | 27       | 2       | ?           | ?          | ?            | ?            | ?            | ?            | 27+      | 2+     | ?           | ?          |
| L. Sanzone    | 34       | 1       | ?           | ?          | ?            | ?            | ?            | ?            | 34+      | 1+     | ?           | ?          |
| U. Tani       | 4        | -8      | ?           | ?          | ?            | ?            | ?            | ?            | 4+       | -8+    | ?           | ?          |
| M. Teggi      | 3        | 0       | ?           | ?          | ?            | ?            | ?            | ?            | 3+       | 0+     | ?           | ?          |
| G. Tondi      | 3        | 0       | ?           | ?          | ?            | ?            | ?            | ?            | 3+       | 0+     | ?           | ?          |
| M. Vivani     | 22       | 0       | ?           | ?          | ?            | ?            | ?            | ?            | 22+      | 0+     | ?           | ?          |
| S. Zanon      | 17       | 0       | ?           | ?          | ?            | ?            | ?            | ?            | 17+      | 0+     | ?           | ?          |